# Acme (программное обеспечение)
Acme — многооконный текстовый редактор и оболочка для операционной системы Plan 9, разработанный Робом Пайком.
Acme отличается от других подобных сред редактирования (например, Emacs) тем, что он реализован как файловый сервер, работающий по протоколу 9P.
Подобно Emacs, Acme может также использоваться как средство для чтения писем и новостей, а также как вики-редактор через wikifs. Среда позволяет подключать внешние компоненты, которые взаимодействуют с Acme через стандартный системный интерфейс (9P).
Acme позволяет использовать жесты мыши, одну из глубоко интегрированных особенностей Plan 9. На пользовательский интерфейс Acme большое влияние оказал GUI операционной системы Оберон.
Acme также поддерживает командный язык редактора sam.
Acme, переписанный на языке программирования Limbo, — часть рабочей среды Inferno.
Для Unix-платформ существует Acme-подобная среда Wily, но он устарел после портирования оригинального Acme в составе Plan 9 for User Space, набора системных библиотек Plan 9 для Unix-платформ.